# روابط بلاروس و روسیه

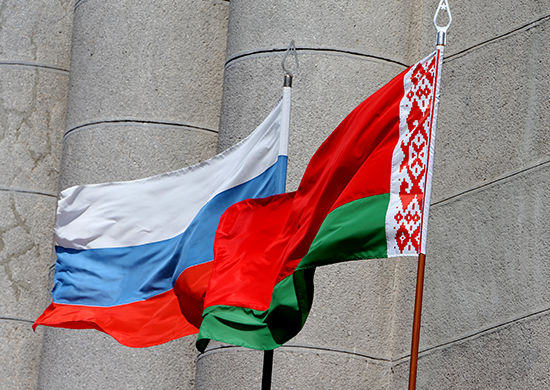
پرچم روسیه (چپ) و پرچم بلاروس (راست) با هم در حال اهتزاز

روابط بلاروس و روسیه به روابط دو جانبه میان دو کشور بلاروس و روسیه اشاره دارد. این دو کشور مرز زمینی مشترک دارند و دولت اتحادیه فراملی را تشکیل می‌دهند. چندین پیمان دوجانبه میان دو کشور بسته شده است. روسیه بزرگ‌ترین و مهم‌ترین شریک اقتصادی و سیاسی بلاروس است. هر دو عضو سازمان‌های بین‌المللی گوناگون از جمله کشورهای مستقل مشترک‌المنافع، اتحادیه گمرکی اوراسیا، سازمان پیمان امنیت جمعی و سازمان ملل متحد هستند.

## هنگامه

### اوایل دهه ۱۹۹۰
پس از فروپاشی اتحاد جماهیر شوروی، دولت نوبنیان روسیه کوشید با برپایی یک سازمان منطقه‌ای در ۸ دسامبر ۱۹۹۱، کنترل فضای پس از شوروی را زیر کشورهای مشترک المنافع ناوابسته (CIS) نگه دارد. با این همه، بلاروس، مانند دیگر جمهوری‌های کشورهای ناوابسته مشترک المنافع، آغاز به دور شدن از روسیه که در آن زمان تلاش می‌کرد اقتصاد ورشکسته و روابط خود با غرب را بهبود بخشد، کرد.

در اوایل دهه ۹۰، روسیه نگران بود که دخالتش در یک کشور خارجی نزدیک مانند بلاروس، پیوندی را که می‌کوشد با غرب بر پا سازد، به خطر بیندازد. با این همه، زمانی که ناتو شروع به گسترش به سمت شرق کرد، روسیه خود را در وضعیت دشواری دید. از یک سو، با فروپاشی بلوک بزرگ ژئوپلیتیکی که زمانی زیر کنترلش بود، روبرو بود و از سوی دیگر، احساس می‌کرد که غرب با چیدن تکه‌های امپراتوری سابق خود در تلاش است تا روسیه را از جهان اروپایی بیرون بیندازد. این امر منجر به اهمیت روزافزون پیوند خوب با بلاروس شد.

پرچم جمهوری سوسیالیستی فدراتیو شوروی روسیه (۱۹۵۴-۱۹۹۱)
پرچم جمهوری سوسیالیستی شوروی بلاروس (۱۹۵۱-۱۹۹۱)

### میانه تا پایان دهه ۱۹۹۰
در میانه دهه ۱۹۹۰ و به ویژه با روی کار آمدن الکساندر لوکاشنکو در ژوئیه ۱۹۹۴، بلاروس نامزدی ایده‌آل و آرمانی برای ادغام با روسیه به نظر می‌رسید. بوریس یلتسین، رئیس‌جمهور روسیه، پس از امضای پیمان دوستی، حسن همجواری و همکاری با بلاروس در فوریه ۱۹۹۵ گفت که «دو ملت در طول سده‌ها تجربه تاریخی مشترکی داشتند.» وی اعلام کرد که این امر «بنیانی را برای امضای پیمان و دیگر اسناد و دستک‌ها در مورد یکپارچگی ژرف‌تر دو کشور ما ایجاد کرده است. در میان همه کشورهای مستقل مشترک المنافع، بلاروس به دلیل موقعیت جغرافیایی، ارتباطاتش با روسیه، دوستی ما و پیشرفت اصلاحاتش، بیشترین حق را برای چنین پیوندی دارد.
روند یکپارچگی در ۲ آوریل ۱۹۹۶ آغاز شد و دقیقاً یک سال پس، اتحادیه بلاروس و روسیه بنیان گذاشته شد. نقطه اوج این فرایند ایجاد یک کشور اتحادیه‌ای (هم‌پیمانی) میان روسیه و بلاروس در ۸ دسامبر ۱۹۹۹ بود. پیمان حقوق برابر شهروندان میان بلاروس و روسیه در دسامبر ۱۹۹۸ امضا شد که اشتغال و دسترسی به مراقبت‌های پزشکی و آموزش را پوشش می‌دهد.

### دهه ۲۰۰۰
پس از روی کار آمدن ولادیمیر پوتین، ناخشنودی عمیق خود را از وضعیت روابط با بلاروس ابراز کرد و از پیمان ۱۹۹۹ انتقاد کرد، سیاستی که وی در پیش گرفته بود، قرار دادن محتوای واقعی در این پیمان بود. پیشنهاد او ادامه اتحاد و هم‌پیمانی در مدل فدراسیون بود که به این معنی بود که بلاروس به فدراسیون روسیه بپیوندد یا اتحادیه ای مشابه اتحادیه اروپا برپا کند. اما بلاروس امتناع کرد و وضعیت موجود حفظ شد.
با وجود آن، به نظر می‌رسید ارزش استراتژیک بلاروس برای روسیه به دلیل دگرگونی‌ها و تحولات بین‌المللی همچنان در حال افزایش بود. این فعالیت‌ها شامل فعالیت نظامی ایالات متحده در فضای پس از شوروی پس از حملات ۱۱ سپتامبر در سال ۲۰۰۱، تغییر موضع کشورهای اروپای شرقی به سمت غرب، برنامه‌های استقرار سیستم دفاع موشکی ناتو در لهستان یا جمهوری چک و بالاتر از همه پیدایش انقلاب‌های رنگی بود. در نتیجه، با وجود بازماندن در یکپارچگی سیاسی و اقتصادی، روند ادغام نظامی بین دو کشور ادامه یافت.
از آنجایی که روسیه متوجه شد که یکپارچگی کامل با بلاروس پرهزینه خواهد بود، سیاست خارجی خود را به سمت یک جهت عمل گرایانه تر تغییر داد. دو هدف عمده در این سیاست قابل تفکیک بود اولی کاهش بار اقتصادی بود که بلاروس بر اقتصاد خود تحمیل کرد و دومی در اختیار گرفتن زیرساخت‌های ترابری انرژی در بلاروس بود. این دو هدف بیشتر درگیری‌ها و جنگ‌های گازی بین دو کشور را تحت تأثیر قرار داده است.

### دهه ۲۰۱۰ و جنگ روسیه و اوکراین
از سال ۲۰۱۴، پس از سال‌ها پذیرش نفوذ روسیه در این کشور، لوکاشنکو بر بازیابی هویت بلاروسی پس از آغاز جنگ روسیه و اوکراین به دلیل الحاق کریمه به روسیه و دست‌اندازی نظامی در شرق اوکراین تأکید کرد. برای نخستین بار، او یک سخنرانی به زبان بلاروسی (و نه روسی که اکثر مردم استفاده می‌کنند) ایراد کرد که در آن گفت: «ما روسی نیستیم - ما بلاروسی هستیم» و بعداً استفاده از بلاروسی را تشویق کرد. ناسازگاری‌های بازرگانی، اختلاف‌های مرزی، و نگرش بسیار آرام رسمی نسبت به صداهای مخالف، همه بخشی از تضعیف روابط گرم دیرینه با روسیه بود.
در ۱۴ سپتامبر ۲۰۱۷ روابط بلاروس و روسیه با انجام رزمایش‌های نظامی به حالت عادی بازگشت.
در سال ۱۹۹۵ مرز روسیه با بلاروس ویران شد. با این حال، در سال ۲۰۱۴، مرز از سمت بلاروس بازسازی شد. به نوبه خود، روسیه در فوریه ۲۰۱۷ یک منطقه مرزی از ناحیه اسمولنسک ایجاد کرد.

### ۲۰۲۰: روابط متشنج و آشتی
بلاروس و روسیه هر دو کشور عضو اتحاد جماهیر شوروی بودند. روسیه از نظر تاریخی همیشه بلاروس را قلمرو روسیه می‌دانست. کلمه بلاروسی که در زبان اسلاوی ترجمه شده است به معنای «مردم روسیه سفید» است. در ۲۴ ژانویه ۲۰۲۰، نشانه‌هایی از تنش‌های جدید میان بلاروس و روسیه زمانی که آلاکساندر لوکاشنکو، رئیس‌جمهور بلاروس آشکارا ولادیمیر پوتین، رئیس‌جمهور روسیه را به تلاش برای تبدیل بلاروس به بخشی از روسیه متهم کرد، نشان داد. این امر منجر به کاهش یارانه‌های اقتصادی روسیه برای بلاروس شد.
در ژوئیه ۲۰۲۰، پس از دستگیری ۳۳ پیمانکار نظامی روسی در مینسک، روابط بین بلاروس و روسیه متشنج توصیف شد. لوکاشنکو پس از آن روسیه را به تلاش برای سرپوش گذاشتن بر تلاش برای فرستادن ۲۰۰ جنگنده از یک شرکت نظامی خصوصی روسی موسوم به گروه واگنر به بلاروس برای بی‌ثبات کردن کشور پیش از انتخابات ریاست‌جمهوری ۹ اوت متهم کرد.
در ۵ اوت ۲۰۲۰، دیمیتری مدودف، رئیس امنیت روسیه به بلاروس هشدار داد که پیمانکاران را آزاد کند. لوکاشنکو همچنین مدعی شد روسیه در مورد تلاش‌های خود برای استفاده از گروه واگنر برای تأثیرگذاری بر انتخابات آتی دروغ می‌گوید.
پس از انتخابات ریاست جمهوری و شروع اعتراضات جدید، لوکاشنکو تا پایان ماه اوت اشاره کرد که بلاروس برای تأمین مالی مجدد بدهی دولتی خود به ارزش یک میلیارد دلار با روسیه مذاکره خواهد کرد. در ۱۴ سپتامبر، لوکاشنکو از پوتین در سوچی دیدار کرد، جایی که پوتین قول داد ۱٫۵ میلیارد دلار به بلاروس وام دهد.

در فوریه ۲۰۲۲، نیروهای روسیه اجازه یافتند تا بخشی از یورش به اوکراین را از خاک بلاروس ترتیب دهند. لوکاشنکو اظهار داشت که در صورت نیاز، نیروهای بلاروس می‌توانند در یورش شرکت کنند.

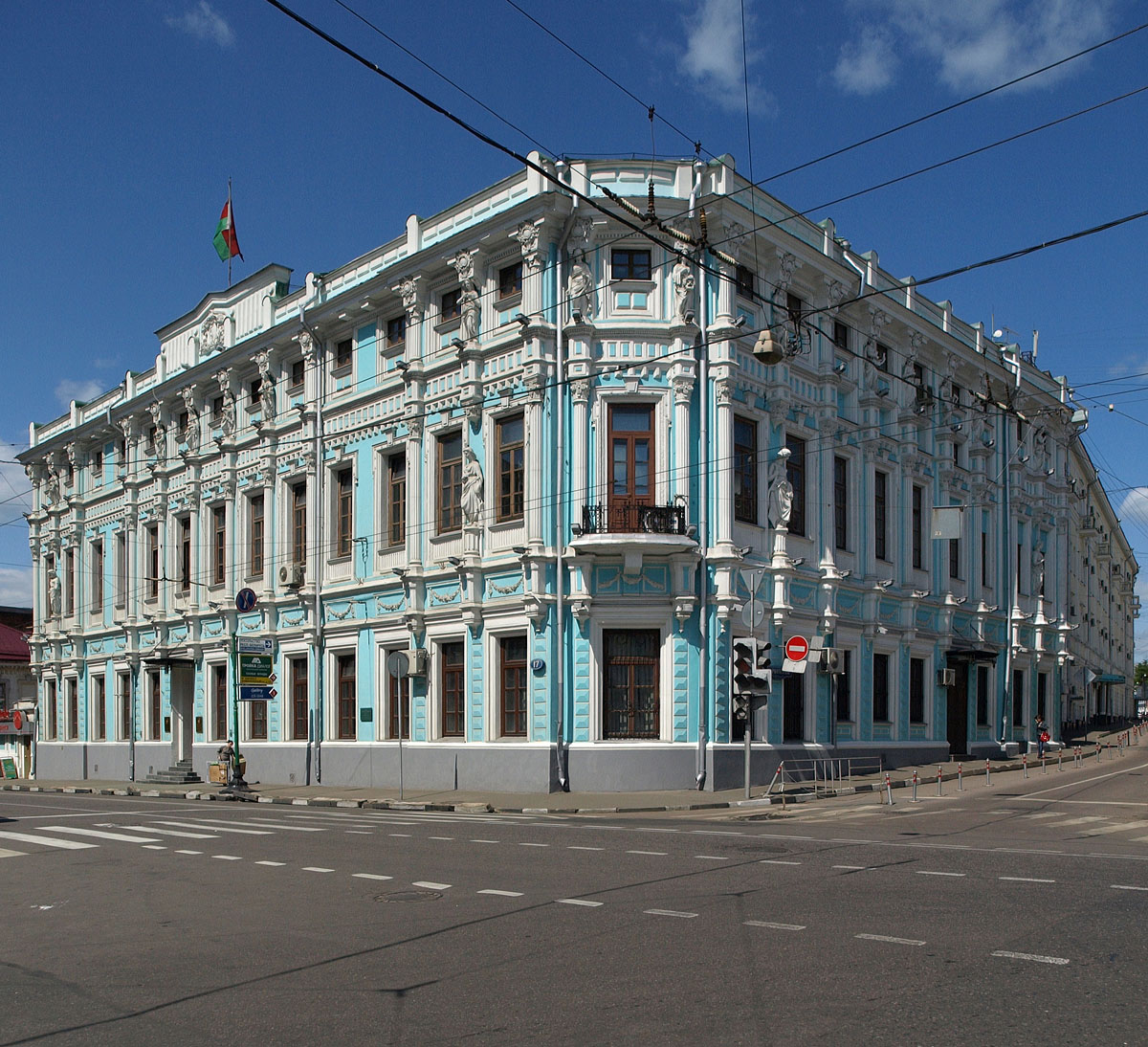
سفارت بلاروس در مسکو
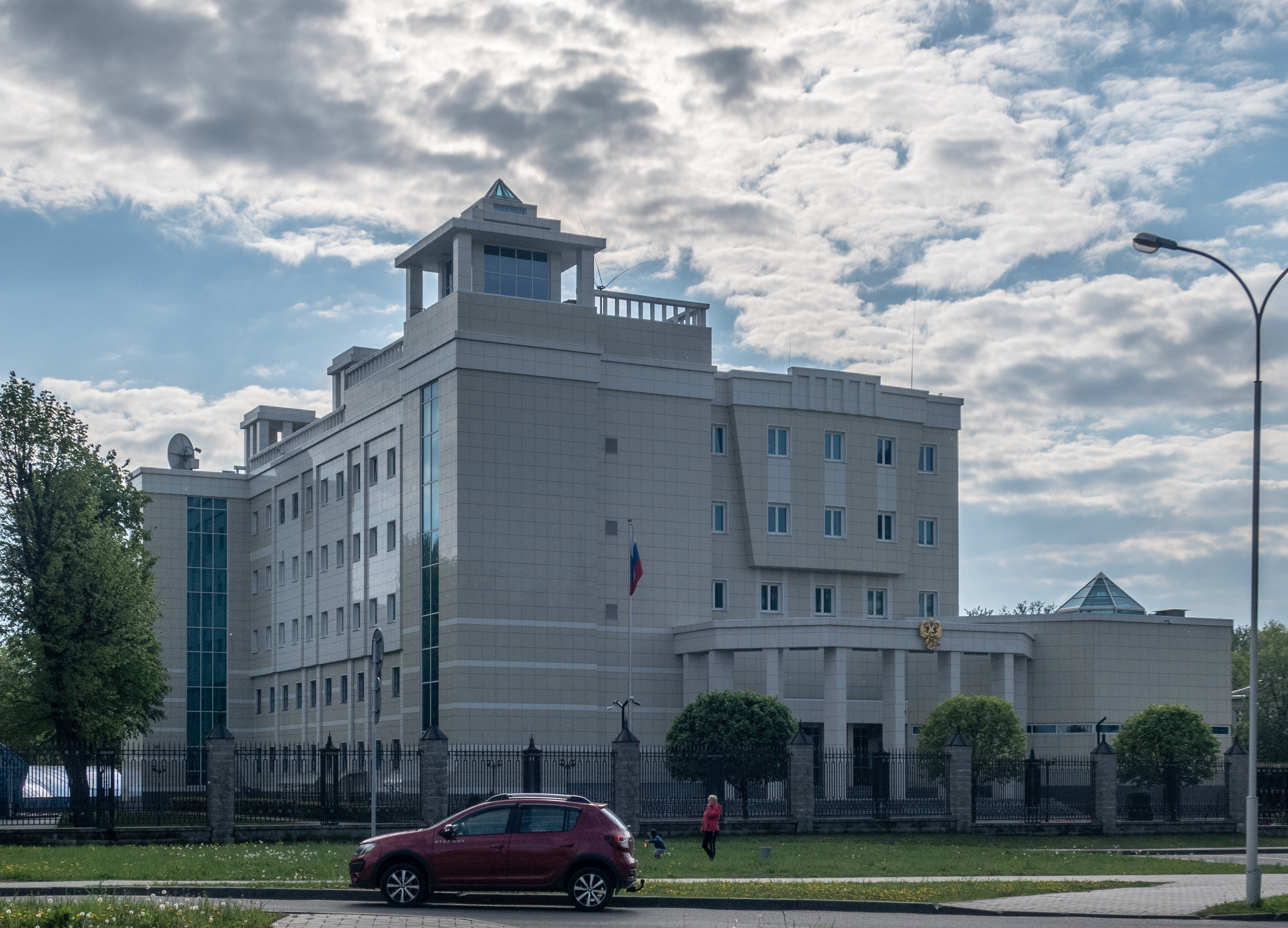
سفارت روسیه در مینسک

|                           | بلاروس جمهوری بلاروس                                                          | روسیه فدراسیون روسیه Российская Федерация                            |
| ------------------------- | ----------------------------------------------------------------------------- | -------------------------------------------------------------------- |
| پرچم و نشان رسمی          | بلاروس                                                                        | روسیه                                                                |
| جمعیت                     | ۹٬۴۰۸٬۴۰۰                                                                     | ۱۴۴٬۳۸۶٬۸۳۰ (به استثنای کریمه)                                       |
| حوزه                      | ۲۰۷٬۵۹۵ کیلومتر 2 (80153 مایل مربع)                                           | ۱۷٬۰۹۸٬۲۴۶ کیلومتر 2 (6,601,670 مایل مربع)                           |
| تراکم جمعیت               | 45.8/km 2 (118.6/mill مربع)                                                   | 8.4/km 2 (21.8/mill مربع)                                            |
| دولت                      | جمهوری مشروطه ریاست جمهوری واحد                                               | جمهوری فدرال مشروطه نیمه ریاست جمهوری                                |
| سرمایه، پایتخت            | مینسک – 2,020,600                                                             | مسکو – 12506468                                                      |
| بزرگ‌ترین شهر              | مینسک – 2,020,600                                                             | مسکو – 12506468                                                      |
| زبان رسمی                 | بلاروسی روسی                                                                  | روسی                                                                 |
| رئیس فعلی دولت            | نخست‌وزیر رومن گولوچنکو (۲۰۲۰–اکنون)                                           | نخست‌وزیر میخائیل میشوستین (۲۰۲۰–اکنون)                               |
| رئیس فعلی دولت            | رئیس‌جمهور الکساندر لوکاشنکو (۱۹۹۴–اکنون)                                      | رئیس‌جمهور ولادیمیر پوتین (۱۹۹۹–۲۰۰۸، ۲۰۱۲–اکنون)                     |
| ادیان اصلی                | ۴۸٫۳٪ اگزارش بلاروس ۴۱٫۱ درصد غیر مذهبی ۷٫۱٪ کاتولیک رومی ۳٫۳ درصد ادیان دیگر | ۷۱٪ کلیسای ارتدکس روسیه ۱۵٪ غیر مذهبی ۱۰٪ اسلام ۴٪ ادیان دیگر        |
| گروه‌های قومی              | ۸۳٫۷٪ بلاروسی‌ها ۸٫۳٪ روس ها ۳٫۱٪ لهستانی ها ۱٫۷٪ اوکراینی‌ها ۳٫۲٪ دیگر         | ۸۰٫۹ درصد روس‌ها ۳٫۹٪ تاتارها ۱٫۴٪ اوکراینی ها ۱٫۱٪ باشقیر ۱۲٫۷٪ سایر |
| تولید ناخالص داخلی (اسمی) | ۶۳٫۵۸۲ میلیارد دلار سرانه ۶۷۴۴ دلار                                           | ۱٫۷۰۲ تریلیون دلار سرانه ۱۱۶۰۱ دلار                                  |
| تولید ناخالص داخلی (PPP)  | ۲۰۰٫۰۸۹ میلیارد دلار سرانه ۲۱۲۲۳ دلار                                         | ۴٫۱۳۵ تریلیون دلار سرانه ۲۸۱۸۴ دلار                                  |
| واحد پول                  | روبل بلاروس (Br) – BYN                                                        | روبل روسیه (₽) – روبل                                                |
| شاخص توسعه انسانی         | 0.817 (بسیار بالا) - 2017                                                     | 0.824 (بسیار بالا) - 2017                                            |
| خارج نشینان               | ۷۰۶۹۹۲ روس در بلاروس                                                          | ۵۲۱۴۴۳ بلاروس در روسیه                                               |